# 존 메이너드
존 메이너드(John Maynard , 1600–1665)는 부유한 자작농의 아들로, 1600년 3월 8일 서식스주 메이필드에서 세례를 받았다. 메이너드 가문은 여러 세대에 걸쳐 메이필드와 로더필드 교구에서 많은 가문을 이루었다. 가문의 일원이었던 윌리엄 메이너드는 1557년 메리언 박해 때 루이스에서 하인 두 명과 함께 화형당했. 존은 1616년 6월 21일 옥스퍼드 퀸스 칼리지에 평민으로 입학했고, 1620년 2월 3일 '대형 조제사'로서 학사 학위를 받았다. 그는 막달렌 홀(Magdalen Hall)로 이사했고, 1622년 6월 26일에 MA에 입대했다. 그는 1622년 7월 6일에 보라색 가운 대신 'communis et vulgaris habitus'를 사용할 수 있는 허가를 받았다. 그는 당시 메이필드 교구(Sussex Arch. Coll. xxv. 55)의 샤렌던(Sharendon) 영지에 땅을 소유하고 있었다. 성직을 받은 메이너드는 '토머스 메이너드와 윌리엄 펙햄, 자작농'에 의해 메이필드의 생계에 소개되었다(1624년 7월 31일 제정). 내전이 시작되자 메이너드는 청교도임을 공언하고, 계약을 맺었으며, 정기적으로 참석한 웨스트민스터 의회의 한 구성원으로 선출되었다. 1646년 메이필드 교구 기록부에 기록된 내용에는 '교구민에게서 받은 십일조를 모두 포기하고 자신의 부재 기간 동안 목사를 고용하겠다는' 제안이 기록되어 있지만, '적임자를 제공하지 않은 그들의 태만으로 얼마 동안 상주 목사가 없었고, 여러 차례 바뀌었기 때문에 기록이 여러 해 동안 방치되었다.'라고 덧붙였다. 그는 금식일(1644년 2월 26일), 1646년 10월 28일, 그리고 1648년 9월에 롱 의회에서 설교했다( Commons Journals, iv. 12, vi. 70). 1654년 메이너드는 스캔들 목사와 교사를 추방하기 위한 서식스 위원의 보좌관 중 한 명으로 임명되었다. 이렇게 본당을 비울 수밖에 없는 공무에 종사하면서 메이너드는 이전에 페트워스와 패첨의 사제였던 엘리아스 폴 다란다를 보좌관으로 고용하여 본당의 십일조를 그에게 주고, 사제관과 교구청만 자신에게 남겨 두었다. 1662년 성 바돌로매의 날에 목사와 사제가 모두 추방되었다. 후자는 1664년 캔터베리 대성당 지하 석실에 있는 프랑스 교회 또는 왈론 교회의 목사가 되었다(Burns, Hist. of Prot. Refugees , 1846, p. 45).
그는 '1644년 2월 26일 명예로운 하원에서 설교한 설교', 런던에서 1645년, '그리스도의 승리의 그림자'를 출판했고, 1646년 10월 28일 웨스트민스터의 세인트 마가렛에서 설교한 설교는 1646년에 인쇄되었다. 그는 또한 '젊은이의 기억자와 노인의 감시자'를 1669년에 썼다(Wood). 그의 Mayfield 설교 중 일부는 그가 죽은 후, 맨체스터 백작부인의 사제인 H. Hurst가 Maynard의 사위의 요청으로 출판했고, 1674년 런던 교구 주민들에게 헌정했다. Maynard는 세 번 결혼했다. 첫 번째는 Mayfield에 있는 그의 전임자의 딸인 Margaret Luck에게였고, 그는 1625년 2월 9일에 Wadhurst에서 그녀와 결혼했고, 그녀는 1635년 10월 2일에 사망했다.그녀는 John과 Hichard라는 두 아들과 다섯 딸을 두었는데, 대부분은 어린 나이에 죽었다.두 번째는 1636년 6월 28일에 St. Edmund, Lombard Street에서 결혼했고, 과부인 Mary Withers는 1640년 5월 6일에 Mayfield에 묻혔다.Southwark의 St. Saviour's에 있는 한 석판에는 그녀의 딸 Margaret이 1653년 3월 14일에 13세의 나이로 사망했다는 기록이 있다.그의 세 번째 아내는 Henry Engham의 딸인 Ann이었다.그녀는 1670년 9월 7일에 사망했고, Mayfield에 있는 그녀의 남편과 같은 무덤에 묻혔다.